# 1924 en Italie
Chronologie de l'Italie
- 1920
- 1921
- 1922
- 1923
- 1924
- 1925
- 1926
- 1927
- 1928

## Événements
- 25 janvier : dissolution de la Chambre[1].
- 27 janvier : accord avec la Yougoslavie. Fiume est attribuée au royaume d'Italie tandis que la plus grande partie de l’arrière pays revient au royaume des Serbes, Croates et Slovènes[2].

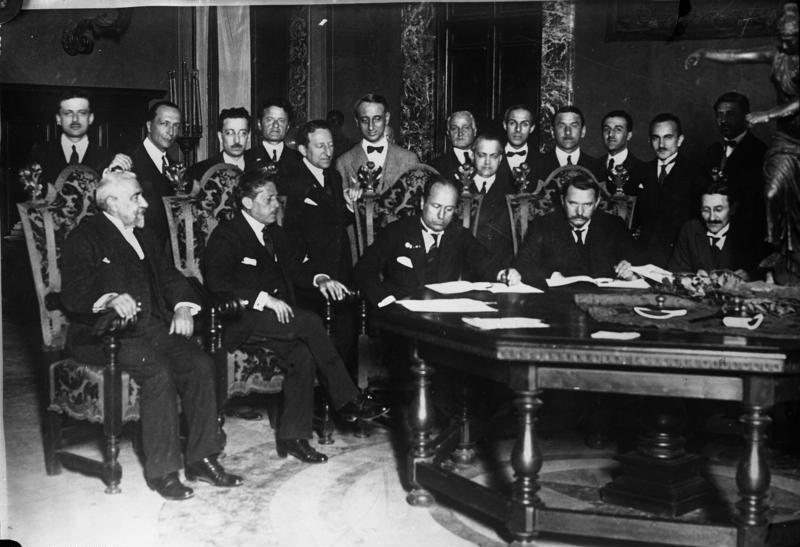
Signature du traité italo-russe, qui comprend la reconnaissance de la Russie par l'Italie.

- 7 février : traité de commerce et de navigation entre l'Italie et l'URSS ; établissement de relations diplomatiques[3].
- 12 février :  premier numéro de l'Unità, nouveau quotidien communiste fondé à Milan par Gramsci et Togliatti[4].

- 6 avril : élections législatives[5], après le vote d’une loi électorale (Loi Acerbo) selon laquelle le parti qui aurait 25 % des voix se verrait attribuer les deux tiers des sièges. Mussolini établit une liste nationale, le Listone, qui obtient 64,9 % des voix face à l’opposition divisée[2]. Les fascistes envoient à la Chambre 355 députés contre 176 pour les autres partis.
- 21 avril : Toscanini refuse de jouer la Giovinezza, hymne officiel du Parti national fasciste, pour ouvrir la fête de la fondation de Rome[6].

- 8 mai : loi Serpieri qui organise la mise en valeur de terres d'utilité publique encore inexploitées[7].
- 12 mai : le secrétaire du Parti communiste italien Antonio Gramsci, élu à la Chambre des députés, rentre en Italie depuis Vienne[8].
- 24 mai : début de la XXVIIe législature du royaume d'Italie[5] ; le secrétaire général du parti socialiste, Giacomo Matteotti, prononce à l’ouverture de la Chambre un violent réquisitoire contre le régime, proposant l’invalidation des députés du Listone.
- 15 mai : en présentant son projet de budget pour l'exercice 1923-1924, le ministre des Finances Alberto de' Stefani annonce l'équilibre budgétaire[2].
- 30 mai : le député Giacomo Matteotti, secrétaire du Parti socialiste unitaire italien, dénonce à la Chambre des députés les irrégularités et violences ayant accompagné les élections législatives[2].

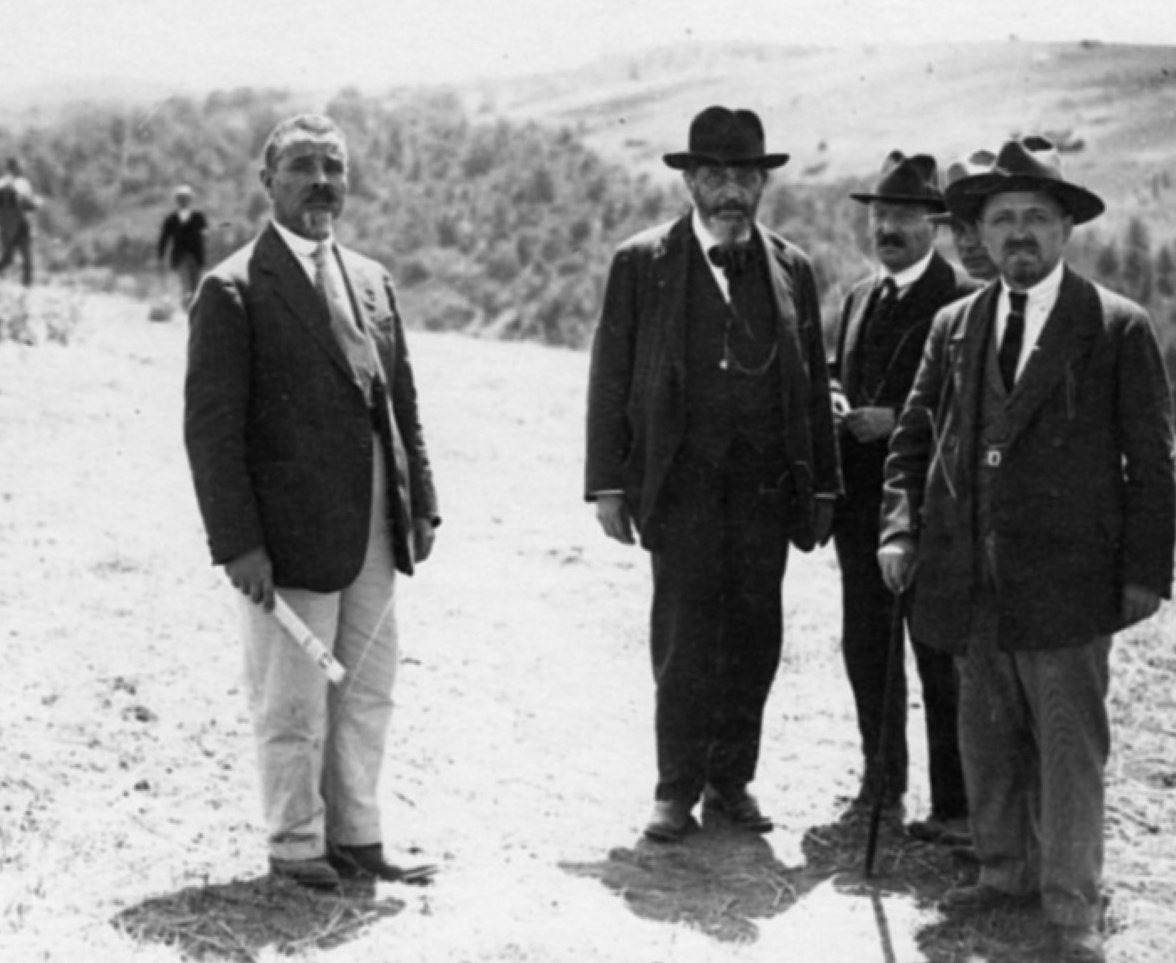
Les députés socialistes unitaires Enrico Gonzales, Filippo Turati et Claudio Treves se rendent à la Quartarella pour identifier le corps de Matteotti.

- 10 juin : enlèvement et assassinat de Matteotti par les fascistes à Rome. Son corps est retrouvé le 16 août[2].
- 27 juin : les députés d’opposition décident de « se retirer sur l’Aventin » tant que la milice ne serait pas dissoute et lancent une grande campagne d’opinion qui discrédite les fascistes[2]. Mussolini cherche à se disculper puis revendique la responsabilité de l’acte, ouvrant la voie à la dictature.

- 10 juillet : un nouveau décret-loi apporte des nouvelles limitations à la liberté de la presse[9].

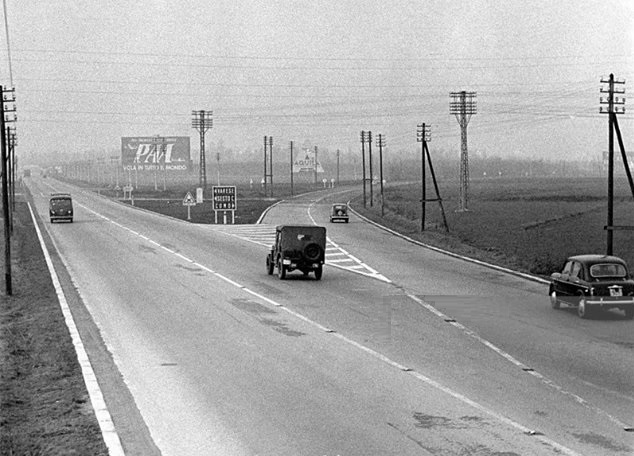
L'autoroute entre Varèse et Côme.

- 21 septembre : inauguration du premier tronçon, entre Milan et Varèse, de ce qui deviendra l'Autoroute des Lacs[10].

- 6 octobre : première émission de radio italienne diffusée par la station 1-RO, gérée par la société privée Unione radiofonica italiana[11].
- 17 octobre : le dramaturge Luigi Pirandello adhère au Parti national fasciste[2].
- 15 novembre : Giovanni Giolitti déclare qu'il votera contre le gouvernement pour protester contre les atteintes à la liberté de presse[2].
- 31 décembre : Federzoni, ministre de l’Intérieur,  fait saisir tous les journaux de l'opposition et arrêter de nombreux une centaine d’hommes politiques et de journalistes[12].

- La dette publique italienne représente la totalité de la richesse produite annuellement par le pays.

## Culture
- 1er mai : Nerone opéra d'Arrigo Boito, est créé à La Scala sous la direction d'Arturo Toscanini.

### Cinéma
- La congiura di San Marco, réalisé par Domenico Gaido.

## Naissances en 1924
- 29 janvier : Luigi Nono, compositeur italien († 8 mai 1990).
- 6 février : Ivo Garrani, acteur italien († 25 mars 2015).
- 17 février : Ferdinando Terruzzi, coureur cycliste italien († 9 avril 2014).
- 21 février : Silvano Piovanelli, cardinal italien, archevêque émérite de Florence († 9 juillet 2016).
- 19 mars : Loredana, actrice italienne († 18 janvier 2016).
- 5 avril : Renzo Zanazzi, coureur cycliste italien († 28 janvier 2014).
- 19 avril : Tatiana Farnese, actrice. († 31 janvier 2022).
- 26 mai : Arnaldo Benfenati, coureur cycliste italien († 9 juin 1986).
- 23 juin : Siro Bianchi, coureur cycliste franco-italien († 16 juin 1992).
- 28 juin : Danilo Dolci, activiste politique non-violent, sociologue, écrivain, éducateur et poète italien († 30 décembre 1997).
- 14 août : Andrea Carrea, coureur cycliste italien († 13 janvier 2013).
- 22 août : Alighiero Ridolfi, coureur cycliste italien († 3 avril 1978).
- 23 août : Siro Bianchi, coureur cycliste franco-italien († 16 juin 1992).
- 17 octobre : Rolando Panerai, chanteur d'opéra. († 22 octobre 2019)
- 6 novembre : Paolo Schiavocampo, peintre et sculpteur. († 14 janvier 2022).
- 9 décembre : Manlio Sgalambro, philosophe, poète et dramaturge italien († 6 mars 2014).
- 11 décembre : Giovanni Saldarini, cardinal italien, archevêque émérite de Turin († 18 avril 2011).
- 18 décembre : Gibba (Francesco Maurizio Guido), dessinateur d'animation. († 7 octobre 2018)

## Décès en 1924
- 17 mars : Ignazio Filì Astolfone, homme politique (° 9 juillet 1836)
- 21 avril : Eleonora Duse, 65 ans, comédienne. (° 3 octobre 1858)
- 10 mai : Adolfo Albertazzi, 58 ans, écrivain, auteur de nouvelles et de romans, critique littéraire et historien de la littérature. (° 8 septembre 1865)
- 18 juin : Giuseppe De Sanctis, peintre. (° 21 juin 1858).
- 29 novembre : Giacomo Puccini, compositeur italien (22 décembre 1858).